# 青木清相
青木 清相（あおき きよみ、1922年（大正11年）1月6日 - 1995年（平成7年）11月26日）は、日本の法学者。専門は法哲学、刑事法。元日本大学法学部教授。

## 経歴
- 1922年 長野県に生まれる
- 1943年 学徒出陣・ビルマ戦線（陸軍主計将校）
- 1947年 日本大学法文学部卒
- 1949年 日本大学法学部講師
- 1957年 日本大学法学部助教授
- 1965年 日本大学法学部教授
- 1982年 弁護士登録
- 1994年  日本大学名誉教授
- 1995年 逝去
- 同日、正五位勲三等瑞宝章受章

### 学内
- 法学部学務担当
- 法学部次長（1977年-1978年）
- 日本大学法学研究所所長（1983年-）
- 学校法人日本大学評議員（1983年-1990年）
- 学校法人日本大学理事（1985年-1990年）

など。

### 学外
- 日本法社会学会理事（1970年-1972年）
- 日本火災学会放火火災予防対策委員会委員（1986年-1989年）
- 秋田経済法科大学非常勤講師（1985年-）
- 日本大学明誠高等学校校長（1989年-）
- 佐野女子短期大学学長（1996年-）

など。

## 研究・業績
高梨公之博士に師事し、法哲学、刑事法の分野においての業績で有名。
記念論文集に『青木清相教授古稀特別記念号』日本法学第57巻第4号平成4年（日本大学法学会）がある。

## 主要著書
- 『法と法思想』（駿河台出版）
- 『刑事法講義（第一分冊）』（大学出版社）
- 『刑事訴訟法ノート（上）』（八千代出版）
- 『現代青林講義　刑法総論』（共著）（青林書院）
- 『法哲学』（青木清相先生遺稿刊行会）

ほか。
| スタブアイコン | サブスタブ | この項目は、まだ閲覧者の調べものの参照としては役立たない、人物に関連した書きかけの項目です。この項目を加筆・訂正などしてくださる協力者を求めています（P:人物伝/PJ:人物伝）。 |